# Ocholissa laeta
Ocholissa laeta là một loài bọ cánh cứng trong họ Salpingidae. Loài này được Pascoe miêu tả khoa học năm 1863.